# Alchemilla aenostipula
Alchemilla aenostipula är en rosväxtart som beskrevs av Sergei Vasilievich Juzepczuk. Alchemilla aenostipula ingår i släktet daggkåpor, och familjen rosväxter. Inga underarter finns listade i Catalogue of Life.